# Operațiunea Julin
Operațiunea Julin a fost o serie de 8 teste nucleare subterane efectuate la Poligonul de teste nucleare din Nevada în anii 1991 și 1992. Aceste teste au urmat seria Sculpin, fiind simultan și ultima serie de teste nucleare efectuate de Statele Unite până în prezent (1 martie 2011). Exploziile individuale au fost:
| Nume            | Data               | Randament         | Note                    |
| --------------- | ------------------ | ----------------- | ----------------------- |
| LUBBOCK         | 18 octombrie 1991  | 20 - 150 kilotone |                         |
| BRISTOL         | 26 noiembrie 1991  | < 20 kilotone     |                         |
| JUNCTION        | 26 martie 1992     | 20 - 150 kilotone |                         |
| DIAMOND FORTUNE | 30 aprilie 1992    | < 20 kilotone     |                         |
| VICTORIA        | 19 iunie 1992      | < 20 kilotone     |                         |
| GALENA-YELLOW   | 23 iunie 1992      | redus             | Simultan, aceeași gaură |
| GALENA-ORANGE   | 23 iunie 1992      | redus             | Simultan, aceeași gaură |
| GALENA-GREEN    | 23 iunie 1992      | redus             | Simultan, aceeași gaură |
| HUNTERS TROPHY  | 18 septembrie 1992 | < 20 kilotone     |                         |
| DIVIDER         | 23 septembrie 1992 |                   |                         |

## Ultimele teste
Cum seria de teste a fost realizată de Statele Unite, ultimul test din serie, de asemenea, a devenit ultimul test nuclear efectuat de Statele Unite. Ultimul test a fost numit Divider (Separator) și a avut loc pe 23 septembrie 1992. A fost descris ca un test de asigurare a siguranței Statelor Unite 